# 宮澤真一
宮澤 真一（みやざわ しんいち、1986年4月18日 – ）は、日本の男性声優、小説家。長野県出身。マウスプロモーション所属。小説家としての活動は、浅月 そら（あさつき そら）名義で行っている。

## 来歴
2005年、東京アナウンス学院卒業。2010年、マウスプロモーション附属俳優養成所入所。2012年からマウスプロモーション所属。

## 人物
趣味・特技はハンドボール、散歩、将棋。

## 出演

### テレビアニメ
- ロザリオとバンパイア（2008年、写真部員）
- ガンダムビルドファイターズトライ（2014年、警官、男子生徒）
- アイカツ!（2014年、ファン）
- 失われた未来を求めて（2014年）
- あんさんぶるスターズ!（2019年、男子生徒）

### OVA
- リトルバスターズ!（2013年、生徒C）※全巻購入特典

### Webアニメ
- マウスどうぶつえん（2018年、カラスのしんいち）

### ゲーム
- アポカリプス〜ディザイアネクスト〜（ラシュトール）
- 逆転オセロニア（ヘラクレス[6]）
- 侍道4
- 罪喰い〜千の呪い、千の祈り〜（庵崎司[7]）
- ユバの徴（ジャラ）

### ドラマCD
- あっとボイス学園物語CD☆二時間目〜姫川先生と愉快な教え子たち〜（前ヶ崎ノエル）
- ignition〜笑いへの軌跡〜（澤ノ宮信一郎）
- コルセーア〜盈月〜（少年2）
- MAUSU THEATER
- 眼鏡Cafe GLASS 2（男子A）
- わんことにゃんこ（男子学生）
- ドラマCD TRIP TREK〜大切なお友達〜（正雄）

### 吹き替え

#### ドラマ
- ウェイバリー通りのウィザードたち
- 気分はぐるぐる
- ザ・パシフィック
- スイート・ライフ
- ダラス/JRリターンズ（クリストファー）

### ラジオ
- 宮澤真一とだれかのラジオ☆吉祥寺DOGS

### Web
- WEB動画『犬のてれび』

## 著作
- 喫茶黒猫はいつもあやかし日和です（2019年5月、メディアワークス文庫）
- 女子高生声優・橋本ゆすらの攻略法（2020年10月、電撃文庫）